# Преспанско съвещание
Преспанското съвещание е събрание на комунистическата съпротива в Македония между 2 и 4 август 1943 година в Преспа, близо до село Отешево.
Това събрание е второто такова на ЦК на МКП. В съвещанието участват Кузман Йосифовски – Питу, Цветко Узуновски – Абас, Страхил Гигов – Андро и инструкторът на ЦК на ЮКП Добривое Радославлевич – Орце. Малко по-късно в събранието се включва и Светозар Вукманович – Темпо, който е делегат на ЦК на ЮКП и на Върховния щаб на НОВ и ПОЮ за Македония. Общо присъстват между 30 и 35 души. Взема се решение за разрастване на партизанското движение, за засилване на движението, разширяване на мрежата на организациите на МКП и СКМЮ. Освен това се приема идеята да се създаде Покрайненски комитет на СКМЮ за Македония и създаване на Народоосвободителен фронт на Македония, в който да влезнат и турци, власи, албанци, сърби, роми и други.